# Aponévrose palatine
L'aponévrose palatine est une fine lamelle fibreuse attachées au bord postérieur du palais osseux.
Elle soutient les muscles du palais mou et du gosier et renforce le voile du palais.
Il est plus épais au-dessus et se rétrécit en descendant où il devient très fin et difficile à définir.
Latéralement, elle est en continuité avec le fascia pharyngobasilaire.
Il sert de terminaison pour le muscle tenseur du voile du palais et le muscle élévateur du voile du palais, et d'origine pour le muscle uvulaire, le muscle palatopharyngien et le muscle palatoglosse.